# 草津沼田道路
草津沼田道路（くさつぬまたどうろ）は、起点を広島市西区草津南四丁目、終点を西区田方三丁目とする地域高規格道路である。
有料時代の名称は草津沼田有料道路（くさつぬまたゆうりょうどうろ）で、2010年（平成22年）3月20日午前0時より無料化された。略称は、草沼道。全区間広島市道草津沼田線になる。

## 概要

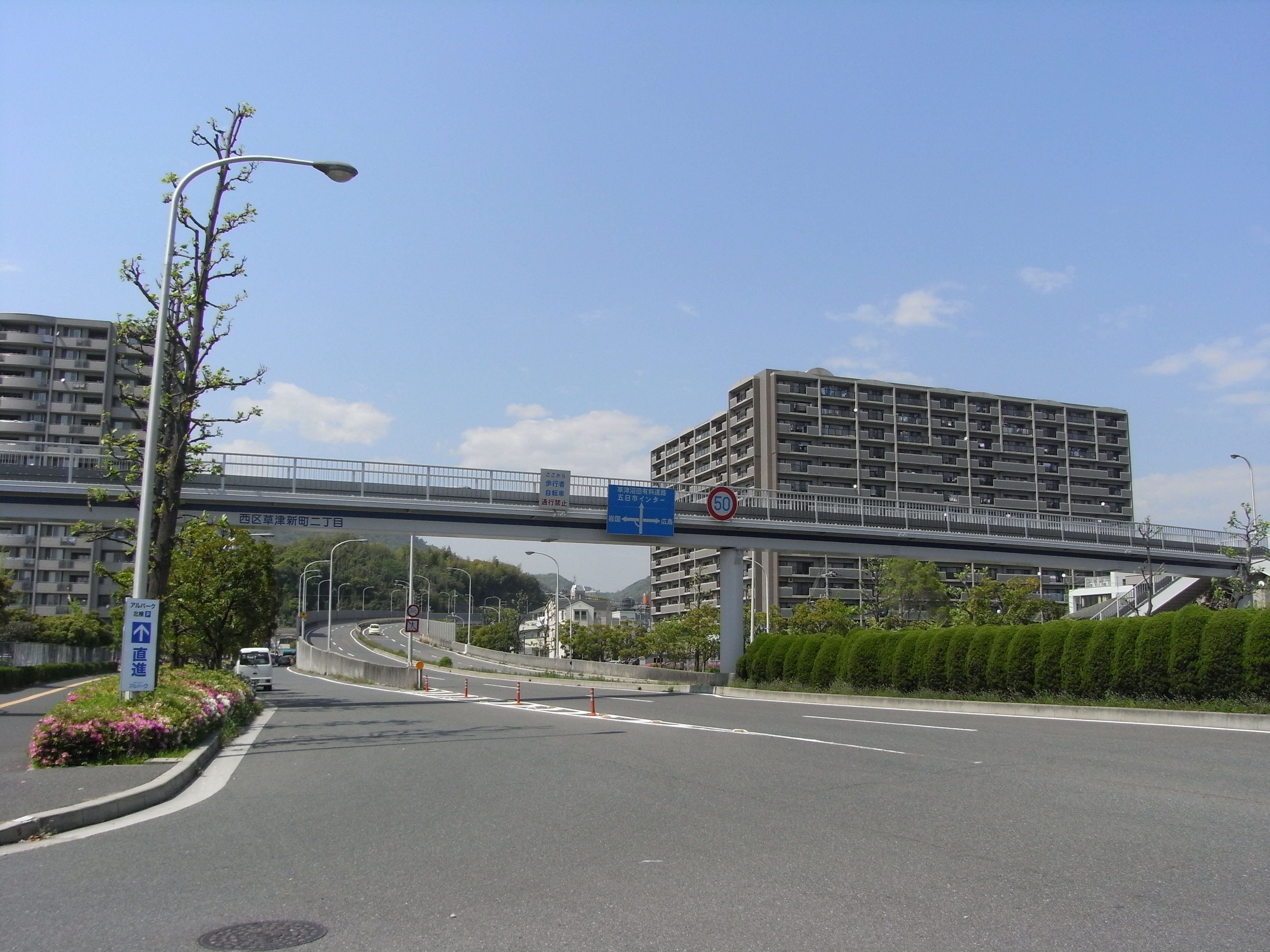
草津出入口

広島市が直接管理する。1985年（昭和60年）3月20日一般有料道路「草津沼田有料道路」として供用開始。商工センターのある、草津地区と沼田を結んでいる。
車線数は草津出入口が鈴が峰団地地区までが片側2車線、鈴が峰団地地区から古田台出入口の「行者山トンネル」とその前後の橋梁部が片側1車線、古田台出入口から沼田出入口までは沼田方面は登坂車線を含めて片側2車線、草津方面は片側1車線になっている。ただ、古田台出入口から沼田出入口の草津方面は片側2車線分の工事はあらかじめ行っている。
出入り口は、開設当初は草津出入口と沼田出入口のみだったが、1999年（平成11年）4月1日に草津方面のみ対応するハーフインターチェンジの古田台出入口が整備された。料金所は、沼田出入口に係員がいる料金所が設けられ、古田台出入口には機械式の料金所が設けられていた。草津出入口には料金所は設けられていなかった。また、草津出入口から鈴が峰団地地区の利用であれば、無料で使える区間も存在した。
古田台出入口と沼田出入口には有料時代の事務所があり、無料化後も残されている。

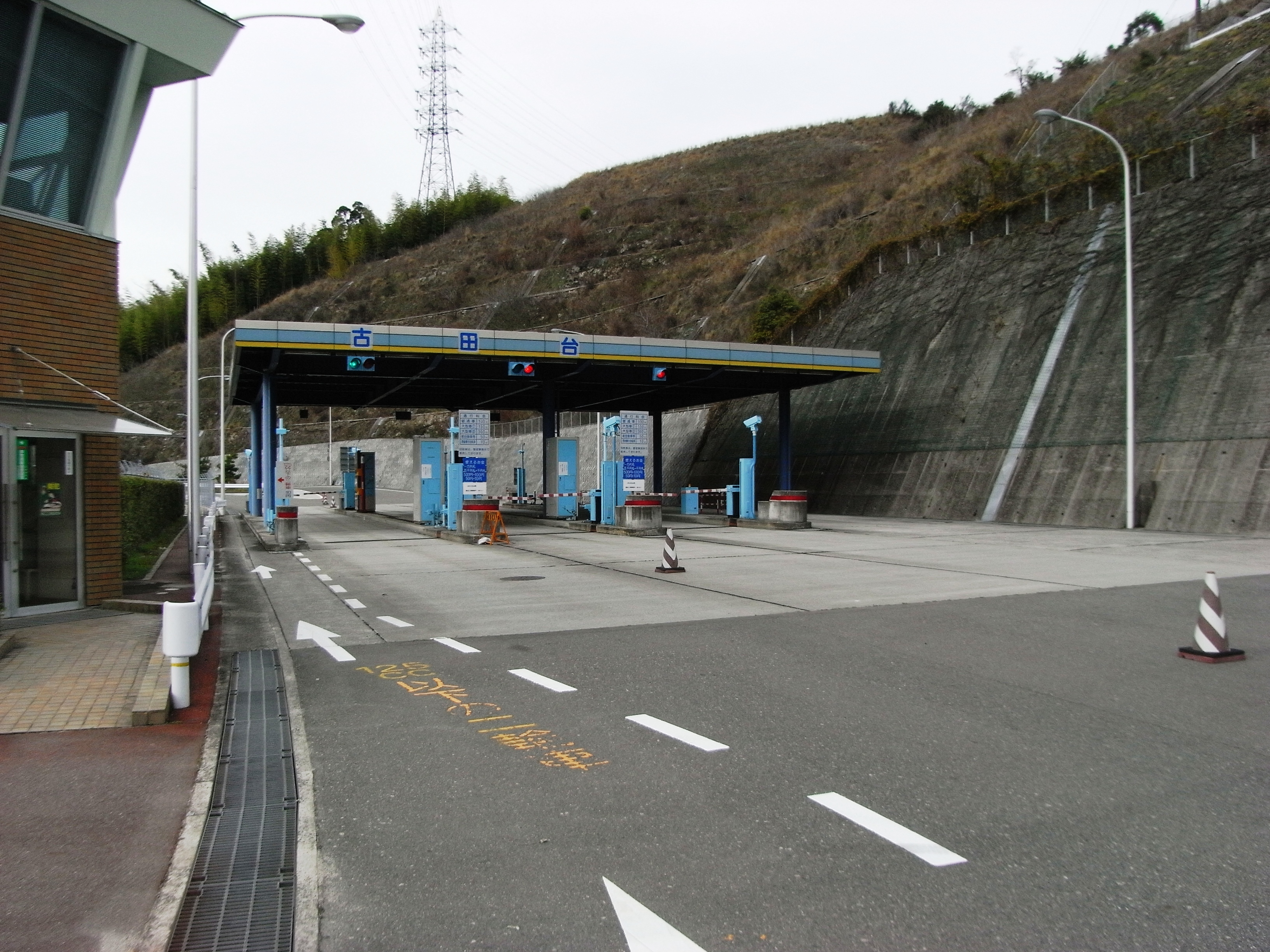
古田台出入口（有料時代）
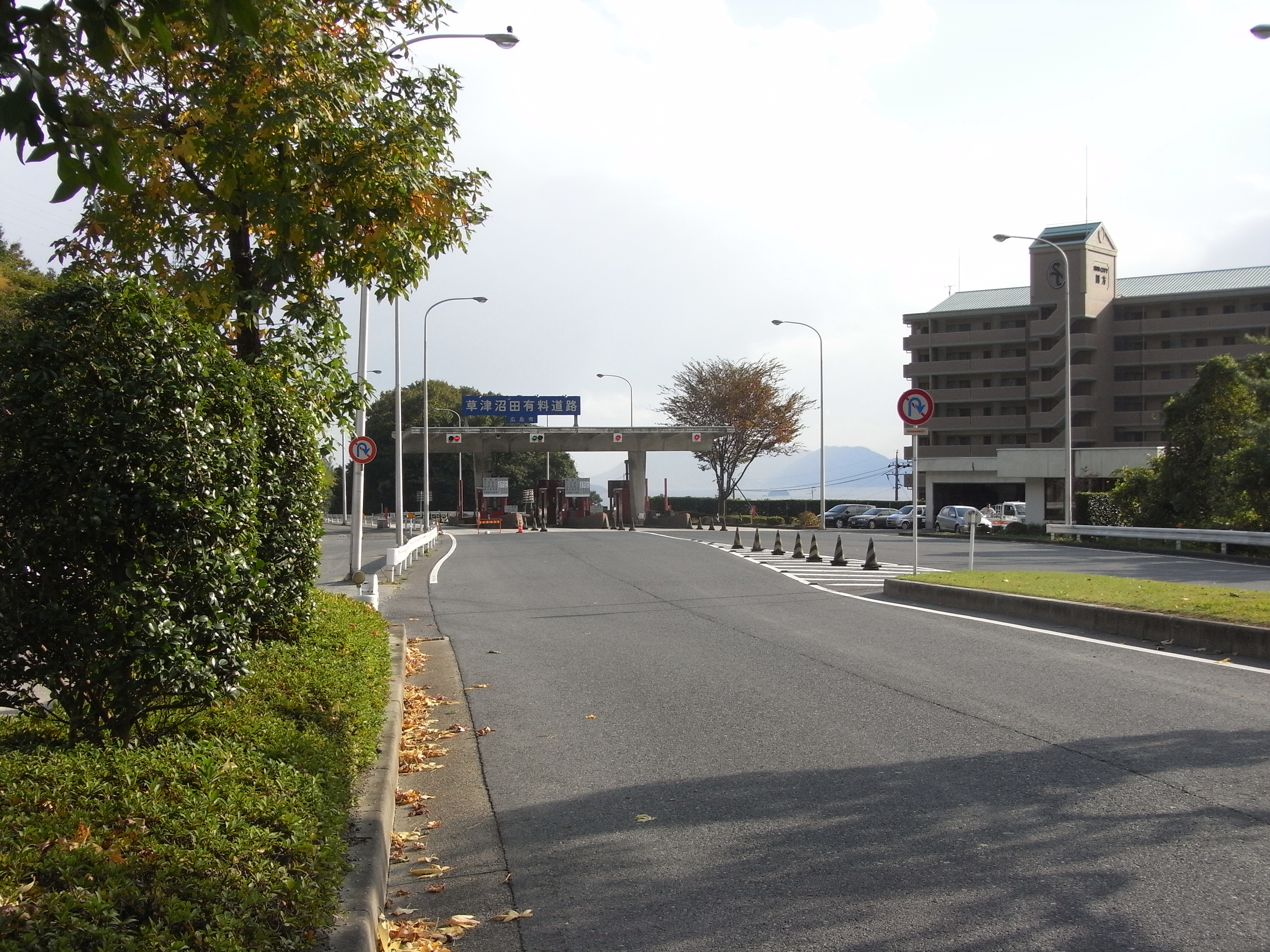
沼田出入口（有料時代）

料金徴収は、道路整備特別措置法に基づく整備許可に伴い25年の期限付きで認められていたため、2010年（平成22年）3月19日で料金徴収期間を終え、その翌20日午前0時から全面的に無料化された。そのため、市は通行量の大幅な増加を予想し、2010年度に出入口となる西区商工センターの交差点の改良工事をして対応した。市は2010年の完全無料化で、通行量は現在の2.9倍の約2万台に増えると見込んでいる。
料金所は沼田出入口に関しては無料化後すぐに撤去、古田台出入口については、無料化後はしばらくの間使用を取りやめていたが、4月末に料金所撤去が終わり使用が再開された。

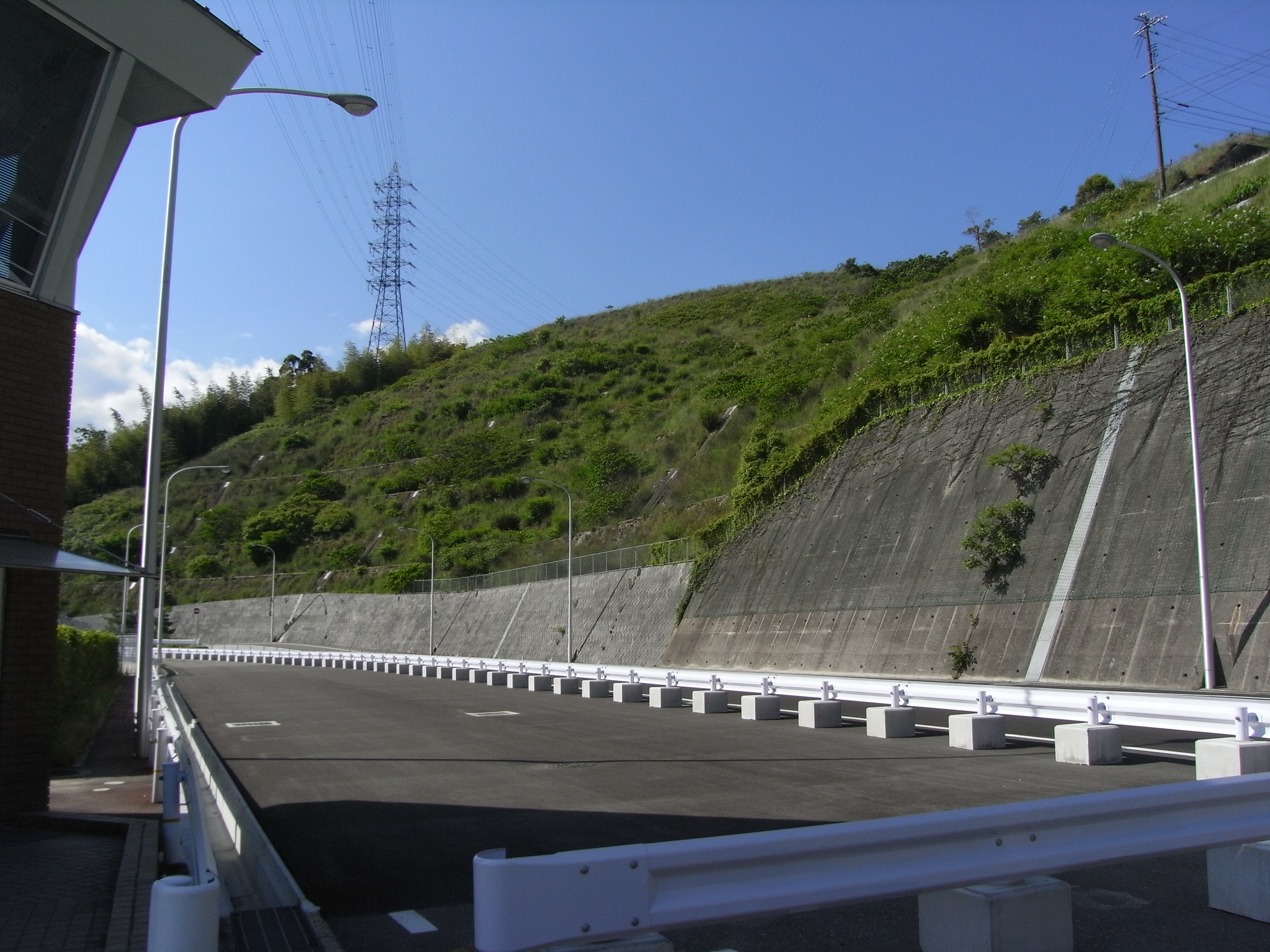
古田台出入口（無料化後）
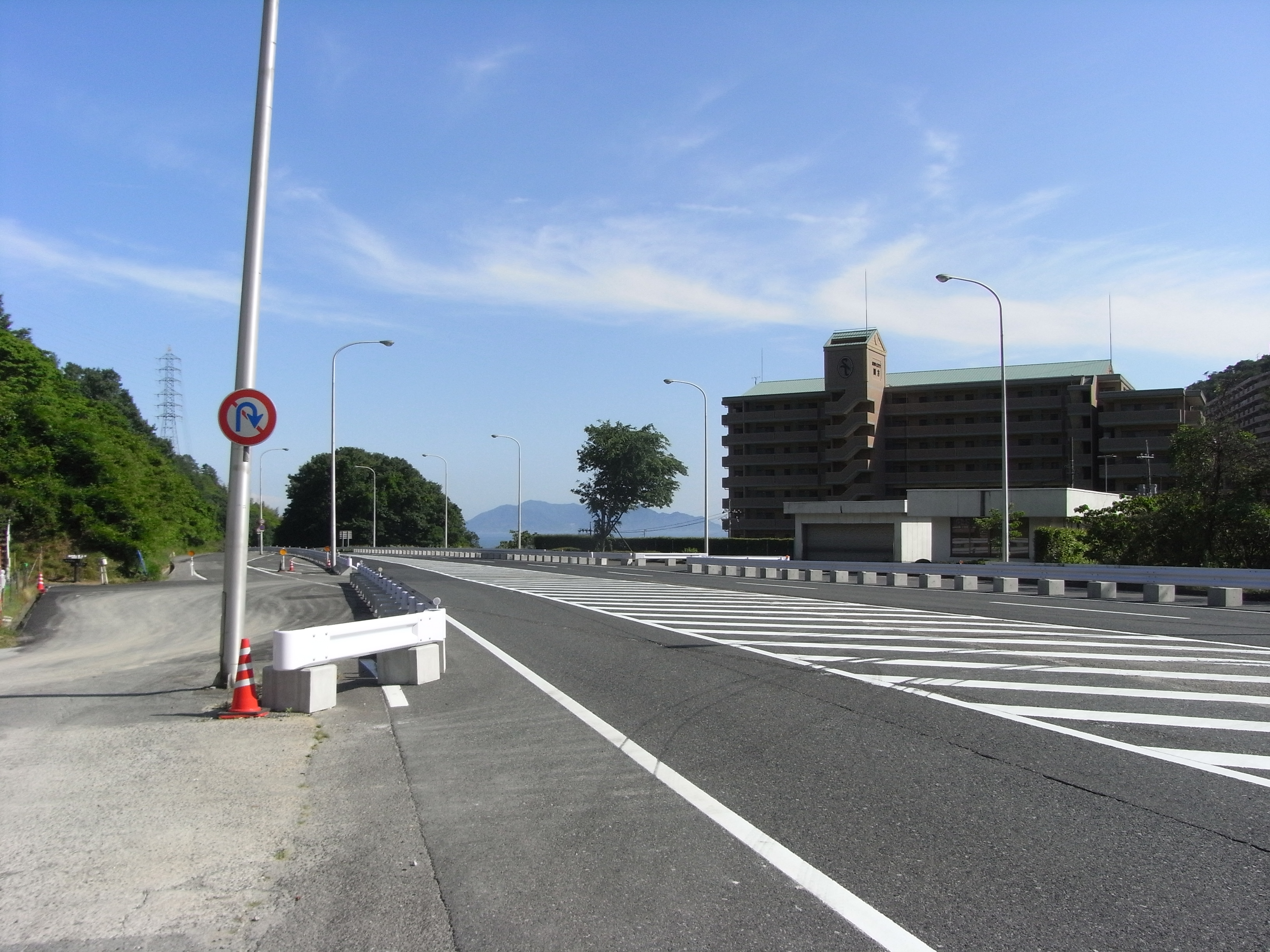
沼田出入口（無料化後）

## 計画
広島高速道路の広島高速3号線と広島高速4号線を接続する目的で、草津沼田有料道路を広島高速道路の一部として吸収する計画があったが、計画変更されている。また、山陽自動車道の五日市インターチェンジまで延伸する計画も存在していた。

## 主要諸元
- 路線名 : 広島市道西4区草津沼田線
- 延長 : 3.0 km
- 総事業費 : 57億円
- 料金徴収期間 : 25年間

## 出入口
| 施設名       | 接続路線名             | 起点から の距離 | 終点から の距離 | 備考           | 所在地 | 所在地      |
| ------------ | ---------------------- | --------------- | --------------- | -------------- | ------ | ----------- |
| 草津出入口   |                        | 0.0             | 3.0             |                | 広島県 | 広島市 西区 |
| 古田台出入口 |                        | 1.7             | 1.3             | 草津方面出入口 | 広島県 | 広島市 西区 |
| 沼田出入口   | 広島県道71号広島湯来線 | 3.0             | 0.0             |                | 広島県 | 広島市 西区 |

## 利用料金
有料時代最末期の料金である。区分については原文のままである。
| 区分           | 草津 - 沼田 料金 | 草津 - 古田台 料金 |
| 普通車         | 150円            | 100円              |
| 大型車I        | 260円            | 150円              |
| 大型車II       | 670円            | 360円              |
| 軽自動車等     | 100円            | 50円               |
| 原動機付自転車 | 20円             | 10円               |